# Vuelta a Castilla y León 2008
La Vuelta a Castilla y León 2008 fue la 23.ª edición de esta carrera ciclista que transcurre por Castilla y León. Se disputó entre el 24 y el 28 de marzo de 2008, sobre un total de 630,1 km, repartidos en cinco etapas, una de ellas contrarreloj individual, y otra con final en alto. 
La prueba perteneció al UCI Europe Tour de los Circuitos Continentales UCI, dentro de la categoría 2.1.
El ganador final fue Alberto Contador (quien también ganó la clasificación de la combinada y de los españoles). Le acompañaron en el podio Mauricio Soler y Thomas Dekker (vencedor de la clasificación de los puntos), respectivamente.
En las otras clasificaciones secundarias fueron para Iván Melero (montaña), Rabobank (equipos) y Moisés Dueñas (castellanoleonenses).

## Etapas
| Etapa | Fecha       | Recorrido                                   | km        | Ganador                   | Líder            |
| ----- | ----------- | ------------------------------------------- | --------- | ------------------------- | ---------------- |
| 1.ª   | 24 de marzo | Valsaín-La Granja de San Ildefonso          | 9,7 (CRI) | Alberto Contador          | Alberto Contador |
| 2.ª   | 25 de marzo | Segovia-Ávila                               | 141,7     | Karsten Kroon             | Alberto Contador |
| 3.ª   | 26 de marzo | Valladolid-Urueña                           | 159,9     | Francisco José Ventoso    | Alberto Contador |
| 4.ª   | 27 de marzo | Carrión de los Condes-Collado de Salcedillo | 160,8     | Alberto Contador          | Alberto Contador |
| 5.ª   | 28 de marzo | Guardo-Riaño                                | 158       | Koldo Fernández de Larrea | Alberto Contador |

## Clasificaciones finales

### Clasificación general
| Posición | Ciclista             | Equipo                           | Tiempo     |
| -------- | -------------------- | -------------------------------- | ---------- |
|          | Alberto Contador     | Astana                           | 15h 57'37" |
| 2        | Mauricio Soler       | Barloworld                       | + 39"      |
| 3        | Thomas Dekker        | Rabobank                         | + 46"      |
| 4        | Levi Leipheimer      | Astana                           | + 1' 09"   |
| 5        | Denís Menshov        | Rabobank                         | + 1' 23"   |
| 6        | Bauke Mollema        | Rabobank                         | + 1' 30"   |
| 7        | Moisés Dueñas        | Barloworld                       | + 1' 40"   |
| 8        | Sergio Pardilla      | Burgos Monumental                | + 1' 42"   |
| 9        | Ezequiel Mosquera    | Karpin Galicia                   | + 1' 55"   |
| 10       | Christian Vandevelde | Garmin-Chipotle presented by H3O | m.t.       |

### Otras clasificaciones
- Clasificación de la montaña:  Iván Melero (Orbea-Oreka)
- Clasificación de la regularidad:  Thomas Dekker (Rabobank)
- Clasificación de la combinada:  Alberto Contador (Astana)
- Clasificación por equipos:  Rabobank
- Clasificación de españoles: Alberto Contador
- Clasificación de castellanoleoneses: Moisés Dueñas